# جورج والاس (سياسي ليبيري)
جورج والاس (بالإنجليزية: George Wallace)‏ هو دبلوماسي وسياسي ليبيري، ولد في 30 مايو 1938.